# Flogny-la-Chapelle
Pour les articles homonymes, voir La Chapelle.
Flogny-la-Chapelle est une commune française située dans le département de l'Yonne en région Bourgogne-Franche-Comté.

## Géographie

### Localisation
Flogny-la-Chapelle est un bourg de l'Yonne limitrophe du département de l'Aube et situé à 12 km à vol d'oiseau au sud-est de Saint-Florentin, 23 km au sud-ouest de Chaource, 14 km au nord-ouest de Tonnerre et 28 km au nord-est d'Auxerre.
Il fait partie de l'Aire d'attraction de Tonnerre, de la zone d'emploi d'Auxerre et du bassin de vie de Saint-Florentin

### Communes limitrophes
Les communes limitrophes sont  Bernouil, Carisey, Chessy-les-Prés, Dyé, Les Croûtes, Marolles-sous-Lignières, Percey et Villiers-Vineux.
| Les Croûtes (Aube)     | Chessy-les-Prés (Aube) |                                |
| Percey Villiers-Vineux | Flogny-la-Chapelle     | Marolles-sous-Lignières (Aube) |
| Carisey                | Dyé Bernouil           |                                |

### Géologie et relief
La superficie de la commune est de 23,75 km2 ; son altitude varie de 112  à   183 mètres.

### Hydrographie

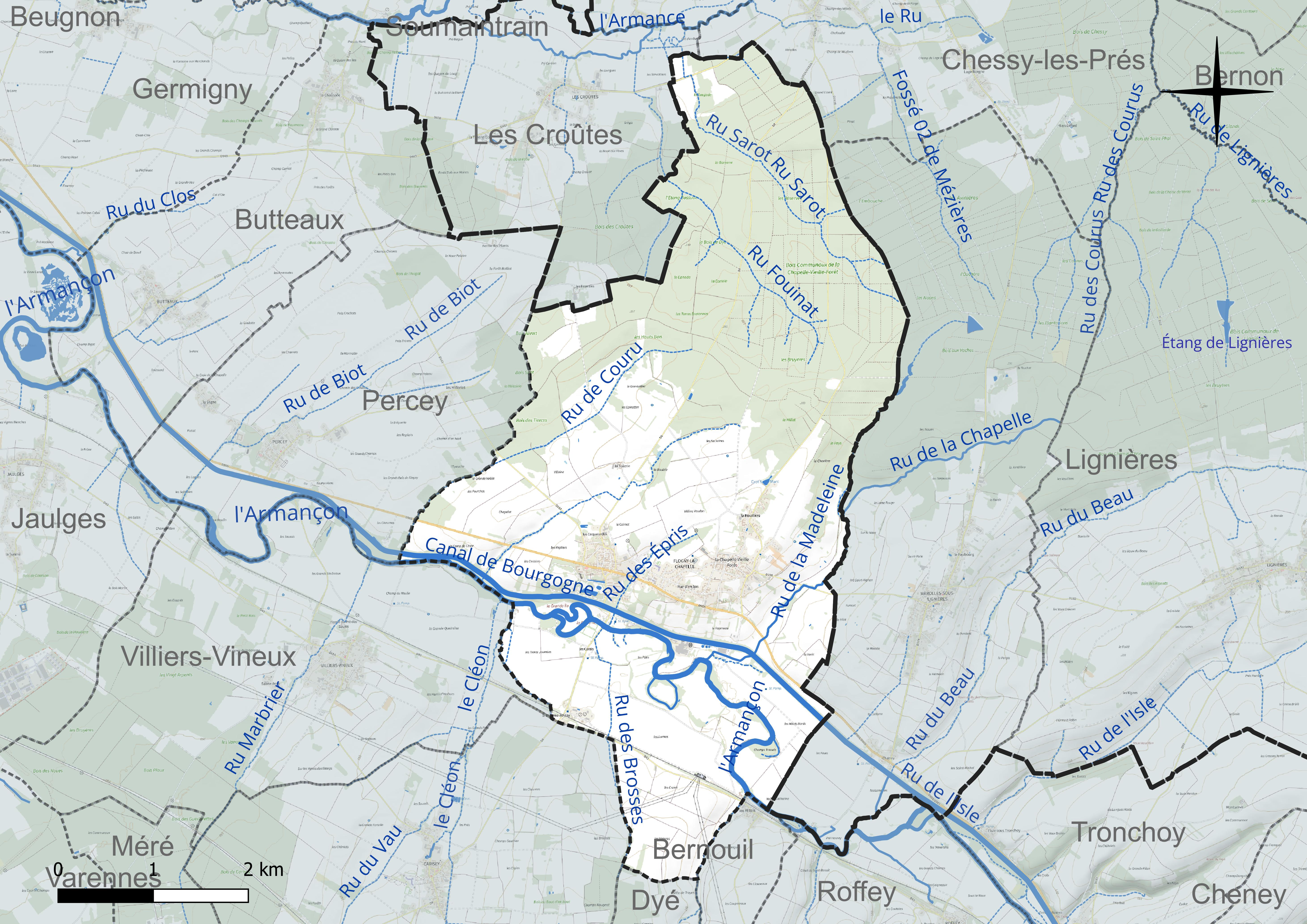
Carte hydrographique de la commune.

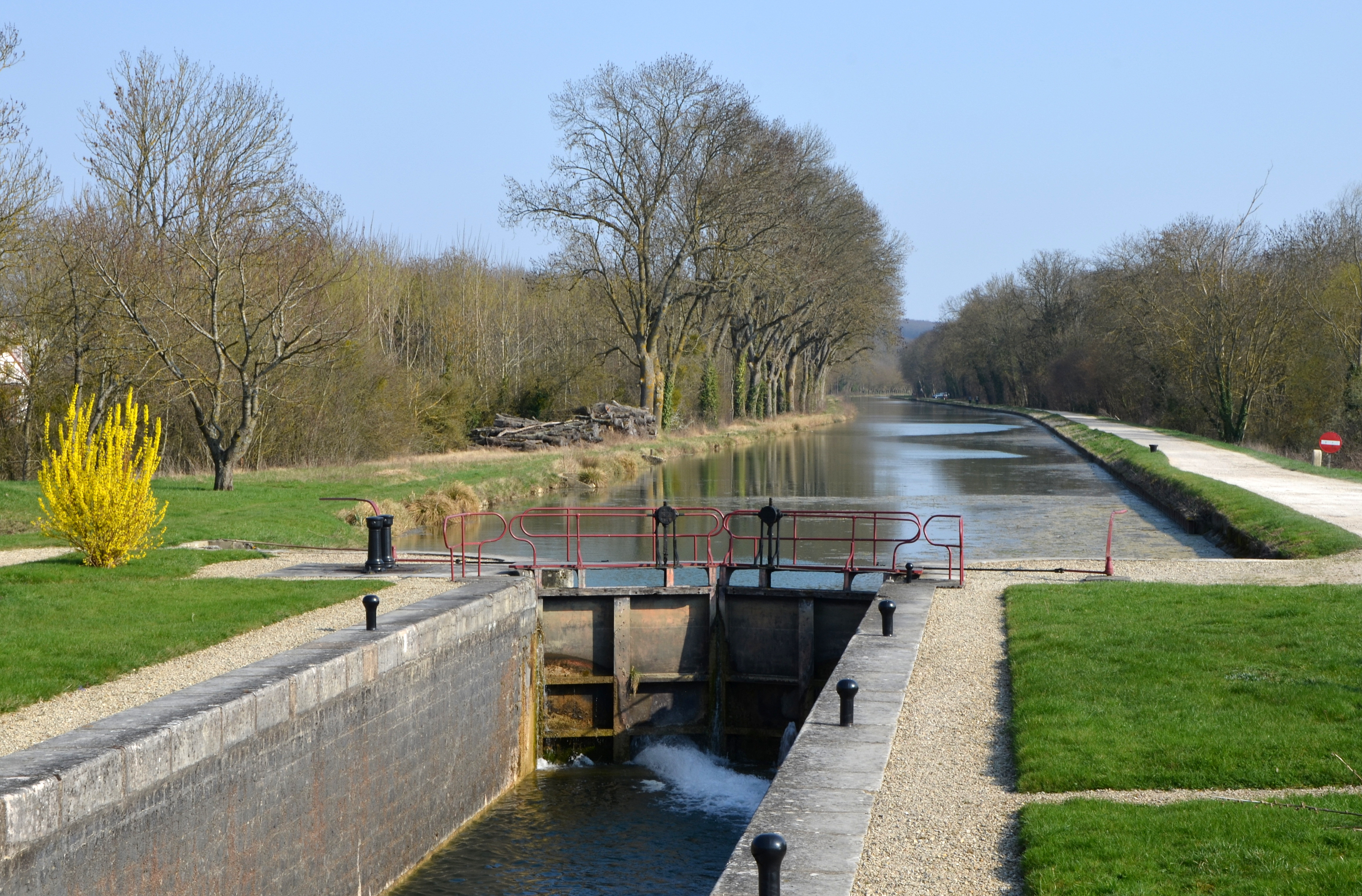
Écluse sur le canal.

La commune est traversée d'est en ouest par : 
- L'Armançon.
- Le canal de Bourgogne.

### Climat
Pour des articles plus généraux, voir Climat de la Bourgogne-Franche-Comté et Climat de l'Yonne.
En 2010, le climat de la commune est de type climat océanique dégradé des plaines du Centre et du Nord, selon une étude du Centre national de la recherche scientifique s'appuyant sur une série de données couvrant la période 1971-2000. En 2020, Météo-France publie une typologie des climats de la France métropolitaine dans laquelle la commune est exposée à un climat océanique altéré et est dans la région climatique Lorraine, plateau de Langres, Morvan, caractérisée par un hiver rude (1,5 °C), des vents modérés et des brouillards fréquents en automne et hiver.
Pour la période 1971-2000, la température annuelle moyenne est de 11 °C, avec une amplitude thermique annuelle de 15,6 °C. Le cumul annuel moyen de précipitations est de 753 mm, avec 11,5 jours de précipitations en janvier et 8 jours en juillet. Pour la période 1991-2020, la température moyenne annuelle observée sur la station météorologique de Météo-France la plus proche, « Chessy-les-Pres_sapc », sur la commune de Chessy-les-Prés à 9 km à vol d'oiseau, est de 11,2 °C et le cumul annuel moyen de précipitations est de 756,5 mm. 
La température maximale relevée sur cette station est de 41,4 °C, atteinte le 25 juillet 2019 ; la température minimale est de −22,2 °C, atteinte le 2 janvier 1997,,.
Les paramètres climatiques de la commune ont été estimés pour le milieu du siècle (2041-2070) selon différents scénarios d'émission de gaz à effet de serre à partir des nouvelles projections climatiques de référence DRIAS-2020. Ils sont consultables sur un site dédié publié par Météo-France en novembre 2022.

## Urbanisme

### Typologie
Au 1er janvier 2024, Flogny-la-Chapelle est catégorisée bourg rural, selon la nouvelle grille communale de densité à sept niveaux définie par l'Insee en 2022.
Elle est située hors unité urbaine. Par ailleurs la commune fait partie de l'aire d'attraction de Tonnerre, dont elle est une commune de la couronne,. Cette aire, qui regroupe 38 communes, est catégorisée dans les aires de moins de 50 000 habitants,.

### Occupation des sols

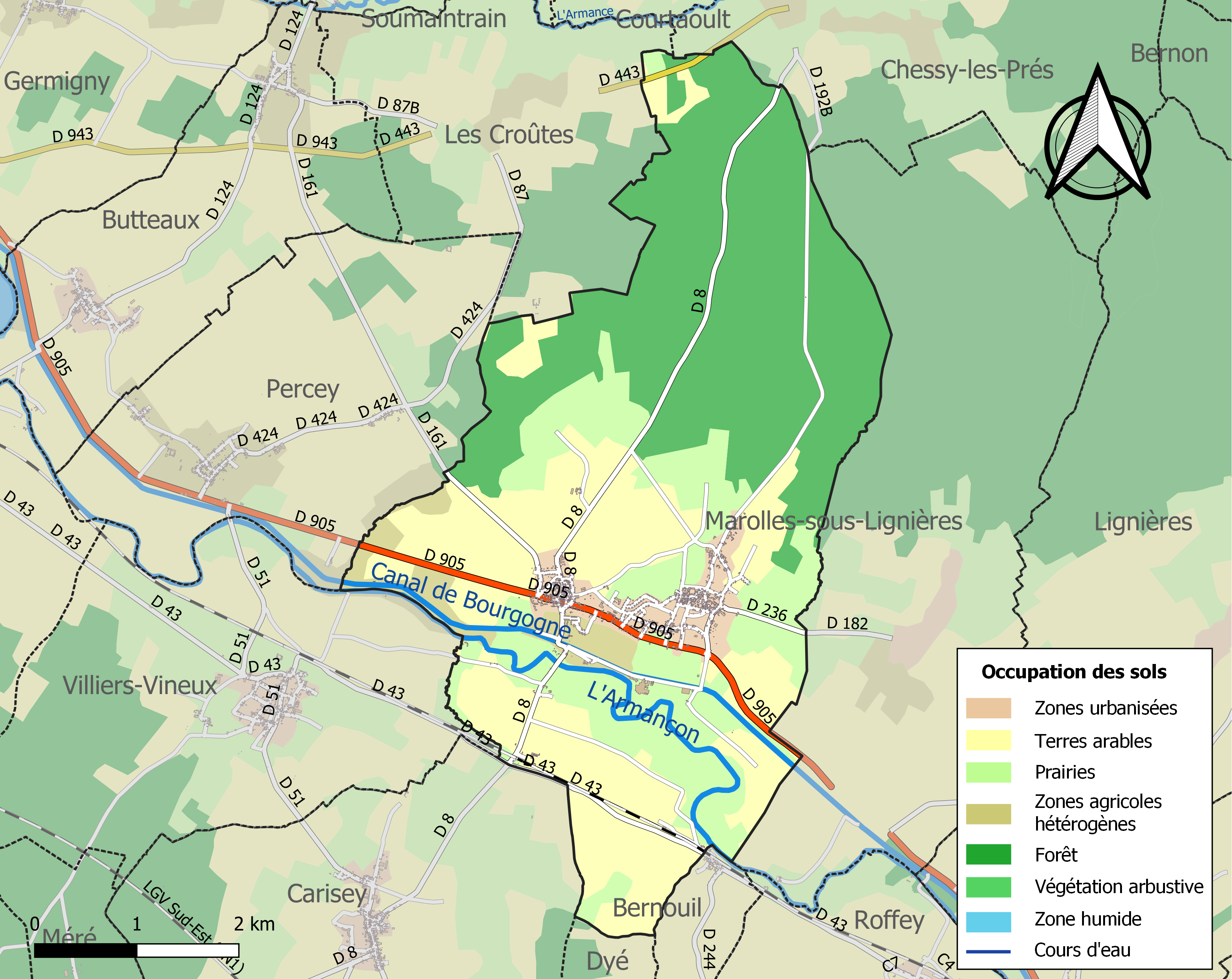
Carte des infrastructures et de l'occupation des sols de la commune en 2018 (CLC).

L'occupation des sols de la commune, telle qu'elle ressort de la base de données européenne d’occupation biophysique des sols Corine Land Cover (CLC), est marquée par l'importance des territoires agricoles (55,9 % en 2018), une proportion sensiblement équivalente à celle de 1990 (55,4 %). La répartition détaillée en 2018 est la suivante : 
forêts (39,3 %), terres arables (30,1 %), prairies (21,6 %), zones urbanisées (4,8 %), zones agricoles hétérogènes (4,1 %). L'évolution de l’occupation des sols de la commune et de ses infrastructures peut être observée sur les différentes représentations cartographiques du territoire : la carte de Cassini (XVIIIe siècle), la carte d'état-major (1820-1866) et les cartes ou photos aériennes de l'IGN pour la période actuelle (1950 à aujourd'hui).

### Habitat et logement
En 2020, le nombre total de logements dans la commune était de 584, alors qu'il était de 574 en 2015 et de 557 en 2010.
Parmi ces logements, 78,6 % étaient des résidences principales, 11,6 % des résidences secondaires et 9,8 % des logements vacants. Ces logements étaient pour 81,3 % d'entre eux des maisons individuelles et pour 18,5 % des appartements.
Le tableau ci-dessous présente la typologie des logements à Flogny-la-Chapelle en 2020 en comparaison avec celle de l'Yonne et de la France entière. Une caractéristique marquante du parc de logements est ainsi une proportion de résidences secondaires et logements occasionnels (11,6 %) supérieure à celle du département (10,6 %) et à celle de la France entière (9,7 %).
| Typologie                                               | Flogny-la-Chapelle | Yonne | France entière |
| ------------------------------------------------------- | ------------------ | ----- | -------------- |
| Résidences principales (en %)                           | 78,6               | 77,4  | 82,1           |
| Résidences secondaires et logements occasionnels (en %) | 11,6               | 10,6  | 9,7            |
| Logements vacants (en %)                                | 9,8                | 12    | 8,2            |

### Voies de communication et transports
Flogny-la-Chapelle est desservie par l'ancienne RN 5 (actuelle RD 905) qui la relie à Saint-Florentin et à Tonnerre.
Elle est traversée par la ligne de Paris-Lyon à Marseille-Saint-Charles, mais la gare de Flogny, ouverte en 1849, est désormais fermée. La station de chemin de fer la plus proche est la gare de Tonnerre desservie par des trains express régionaux des relations Paris-Bercy - Dijon-Ville et Auxerre-Saint-Gervais (ou Laroche - Migennes) - Dijon-Ville.

## Toponymie
Le suffixe -acum indique qu'il s'agit d'un bien appartenant à Flavinius. Le mot s'est ensuite transformé en Flauiniacum, puis en Floniacum, avec de multiples variantes intermédiaires pour devenir Flougny ou Floigny et finalement Flogny.
Les habitants devraient être les Flaviniens, mais la consonance définitive de la commune en a fait des Floviniens

## Histoire

### Antiquité
Des fouilles menées à Flogny ont permis de mettre au jour des sépultures gallo-romaines. Cependant dans son livre édité en 1973 Tonnerre et son Comté, Jean Fromageot émet un avis réservé sur le lieudit Camp romain le long de l'Armançon, dont l'origine serait postérieure à cette époque.

### Moyen Âge
Via la Seine, l'Yonne et l'Armançon, les Normands menèrent de nombreuses incursions jusqu'en amont de Tonnerre.
Dans l'ouvrage Tonnerre et son Comté, Jean Fromageot nomme comme étant « les combattants de Flogny » les participants à une bataille livrée en décembre 898 et rapportée comme suit par les Grandes Chroniques de France : « En son temps vinrent Normands derechef et entrèrent par devers Bourgogne jusques à Saint-Florentin et Richard le Duc de Bourgogne assembla son ost et leur alla à l'encontre en la contrée de Tonnerre; grand multitude en occit et li remanianz (survivants) s'enfuirent… ».
Ce n'est qu'avec le traité de Saint-Clair-sur-Epte en 911 que cesseront les raids normands.

### Temps modernes
En 1726 les habitants de Flogny eurent à subir la peste qui sévissait dans le comté de Tonnerre[réf. nécessaire].
De plus cette année-là, un incendie détruisit presque entièrement le village. Lors de la reconstruction, les villageois décidèrent de détruire les murailles qui ceinturaient le bourg et de les remplacer par une promenade ombragée

### Époque contemporaine
Un pâtissier parisien, Liénard, qui avait comme spécialité des ramequins au fromage est venu s'installer à Flogny au début du XIXe siècle. Il a modifié sa recette pour en faire ce qui est connu aujourd'hui sous le nom de gougère : une pâte à chou au Comté. Elle était alors un gâteau à couper en parts et était servie en entrée. Elle s'est très vite répandue en Bourgogne.
Avant 1828, les habitants de Flogny et des villages aux environs n'avaient d'autre moyen pour passer sur la rive gauche de l'Armançon que par un bac entretenu par le propriétaire du moulin de ce lieu (…) son pays offrit de faire construire le pont suspendu de Flogny moyennant 37 000 francs.

#### XXesiècle
Dans les années 1950, une classique cycliste reliait Paris à Flogny. En 1953, elle fut remportée par l'Icaunais Vital Gérot.
La commune de Flogny, instituée par la Révolution française fusionne avec La Chapelle-Vieille-Forêt en 1971 et prend le nom de Flogny-la-Chapelle,,.

## Politique et administration

### Rattachements administratifs et électoraux

#### Rattachements administratifs
La commune se trouve depuis 1926 dans l'arrondissement d'Avallon du département de l'Yonne
Elle était depuis 1793 le chef-lieu  du canton de Flogny-la-Chapelle. Dans le cadre du redécoupage cantonal de 2014 en France, cette circonscription administrative territoriale a disparu, et le canton n'est plus qu'une circonscription électorale.

#### Rattachements électoraux
Pour les élections départementales, la commune fait partie depuis 2014 du canton du Tonnerrois
Pour l'élection des députés, elle fait partie de la deuxième circonscription de l'Yonne.

### Intercommunalité
Flogny-la-Chapelle était le siège de la petite communauté de communes d'Othe-en-Armançon, un établissement public de coopération intercommunale (EPCI) à fiscalité propre créé fin 1999 et auquel la commune avait transféré un certain nombre de ses compétences, dans les conditions déterminées par le code général des collectivités territoriales.
Conformément aux prescriptions de la loi de réforme des collectivités territoriales du 16 décembre 2010, qui a prévu le renforcement et la simplification des intercommunalités et la constitution de structures intercommunales de grande taille, cette intercommunalité a été dissoute, et trois de ses communes, dont Flogny-la-Chapelle rejoignent, le 1er janvier 2014, la communauté de communes Le Tonnerrois en Bourgogne

### Liste des maires
| Période                                  | Période                     | Identité           | Étiquette | Qualité                                  |
| ---------------------------------------- | --------------------------- | ------------------ | --------- | ---------------------------------------- |
| Les données manquantes sont à compléter. |                             |                    |           |                                          |
| 1971                                     | 1973                        | Pierre Zlatoff     |           | Médecin                                  |
| juillet 1973                             | novembre 1973               | Marcel Blandin     |           |                                          |
| novembre 1973                            | 1977                        | Georges Barillon   |           | Conseiller général, député               |
| 1977                                     | 1989                        | Paul Cherest       |           |                                          |
| 1989                                     | 1995                        | Paul-Henri Balacey |           |                                          |
| 1995                                     | avril 2014                  | Claude Depuydt,    |           | Électricien                              |
| avril 2014                               | mai 2020                    | Jean-Paul Bouvet   |           | Électricien                              |
| mai 2020                                 | janvier 2024                | Claude Depuydt     |           | Électricien à la retraite Démissionnaire |
| juin 2023                                | En cours (au 15 avril 2024) | Franck Mansanti    |           |                                          |

## Population et société

### Démographie
L'évolution du nombre d'habitants est connue à travers les recensements de la population effectués dans la commune depuis 1793. Pour les communes de moins de 10 000 habitants, une enquête de recensement portant sur toute la population est réalisée tous les cinq ans, les populations de référence des années intermédiaires étant quant à elles estimées par interpolation ou extrapolation. Pour la commune, le premier recensement exhaustif entrant dans le cadre du nouveau dispositif a été réalisé en 2005.

En 2022, la commune comptait 947 habitants, en évolution de −8,24 % par rapport à 2016 (Yonne : −1,95 %, France hors Mayotte : +2,11 %).
| 1793 | 1800 | 1806 | 1821 | 1831 | 1836 | 1841 | 1846 | 1851 |
| ---- | ---- | ---- | ---- | ---- | ---- | ---- | ---- | ---- |
| 308  | 308  | 313  | 334  | 406  | 394  | 392  | 403  | 442  |

| 1856 | 1861 | 1866 | 1872 | 1876 | 1881 | 1886 | 1891 | 1896 |
| ---- | ---- | ---- | ---- | ---- | ---- | ---- | ---- | ---- |
| 422  | 418  | 404  | 465  | 483  | 501  | 502  | 504  | 452  |

| 1901 | 1906 | 1911 | 1921 | 1926 | 1931 | 1936 | 1946 | 1954 |
| ---- | ---- | ---- | ---- | ---- | ---- | ---- | ---- | ---- |
| 472  | 492  | 467  | 409  | 409  | 393  | 409  | 434  | 390  |

| 1962 | 1968 | 1975  | 1982  | 1990  | 1999  | 2005  | 2006  | 2010  |
| ---- | ---- | ----- | ----- | ----- | ----- | ----- | ----- | ----- |
| 410  | 473  | 1 137 | 1 082 | 1 070 | 1 099 | 1 010 | 1 010 | 1 033 |

| 2015  | 2020 | 2022 | - | - | - | - | - | - |
| ----- | ---- | ---- | - | - | - | - | - | - |
| 1 035 | 946  | 947  | - | - | - | - | - | - |

### Manifestations culturelles et festivités
Tous les ans, le 3e dimanche de mai, est célébrée la Fête de la gougère à Flogny-la-Chapelle avec animations, concours et expositions.

## Culture locale et patrimoine

### Lieux et monuments
- L'ancienne fromagerie, propriété privée : 
François Paul-Renard (1902-1958), originaire de l'Est de la France, installe sa fromagerie en 1926 dans l'ancien moulin de La Chapelle Vieille Forêt. Il est le co-inventeur d'une technique permettant une fabrication de fromages à pâte molle. La fromagerie de Flogny-la-Chapelle sera notamment connue pour sa fabrication de marques de fromages industriels Suprême des Ducs et Pié d'Angloys. Après avoir employé plusieurs centaines d'ouvriers pendant des décennies, l'usine ferme en juin 2009. L'appel de main-d'œuvre qu'elle a engendré est à l'origine de l'arrivée d'immigrés d'origines variées. Nombre d'entre eux ont fait souche à Flogny-la-Chapelle et ses environs. En 2020, on peut encore voir l'imposant complexe de l'usine située entre le canal de Bourgogne et l'Armançon[27].

- L'église Saint-Léger de Flogny-la-Chapelle : 
Elle a été commencée en 1101. Il reste encore le portail et un oculus du XIIe siècle. La chapelle Saint-Jean-Baptiste a été fondée en 1356. Le cœur actuel date du XVIe siècle et la tour a été terminée en 1664. La nef a été entièrement refaite en 1877. Le cimetière qui entourait l’église dans les siècles passés est déplacé en 1960.

L'église Saint-Léger
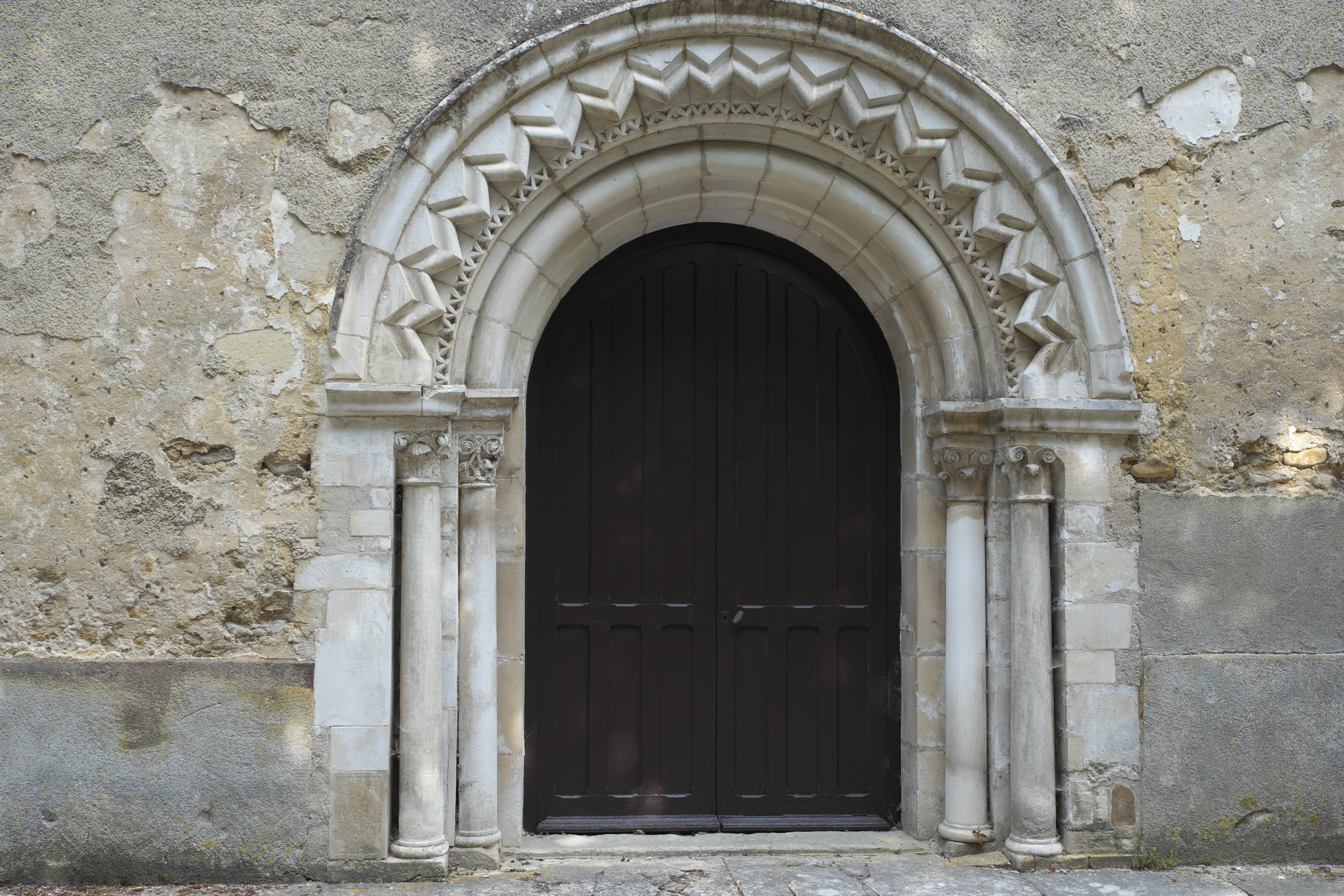
Le portail
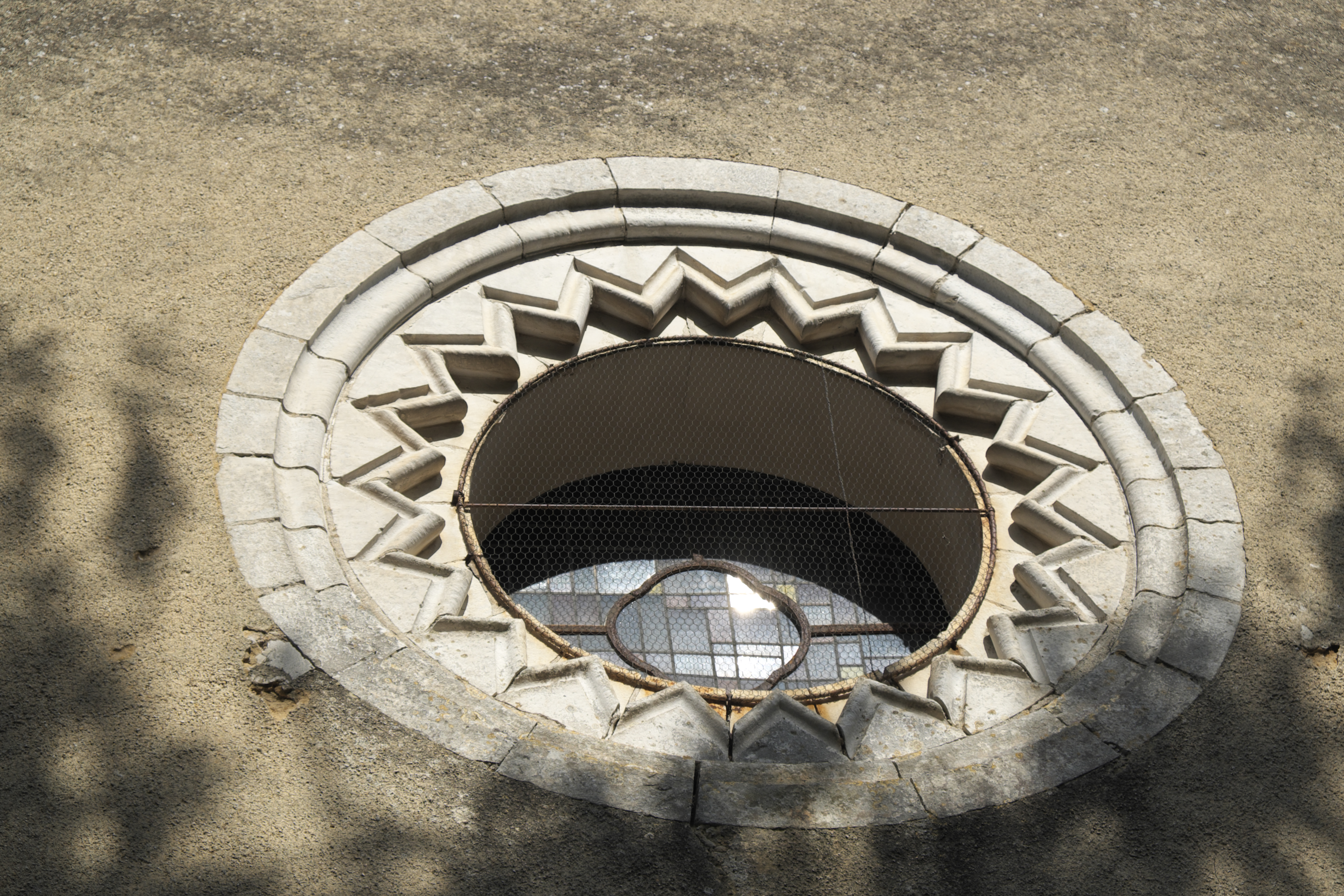
L'occulus.

- L'église Saint-Hubert de Flogny-la-Chapelle.
- Lavoir en contrebas du canal[28]

### Personnalités liées à la commune

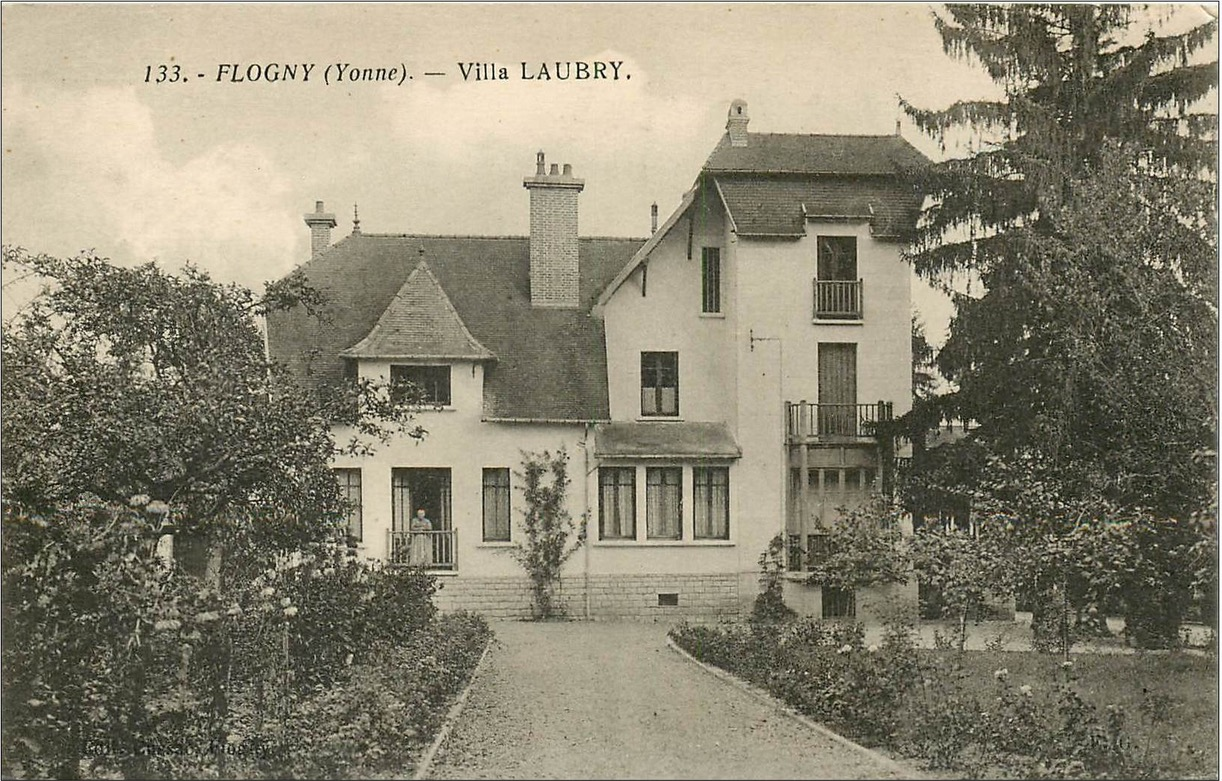
La maison de Charles Laubry au début du XXe siècle.

- Charles Laubry, un habitant de Flogny-la- Chapelle, né le 11 novembre 1872 à Saint-Florentin, a été une grande figure de la cardiologie. Il a été élu membre de l'Institut, section des sciences. On lui doit la mise au point de l'appareil de mesure sphygmomanomètre avec brassard.